# 友よこの胸に熱き涙を
『友よこの胸に熱き涙を』（ともよこのむねにあつきなみだを）は宝塚歌劇団のミュージカル作品。花組公演。
演出は植田紳爾・阿古健。
宝塚の併演作品は『ザ・スピリット』、東京は『ファースト・ラブ』。

## 解説
※『宝塚歌劇100年史（舞台編）』の宝塚大劇場公演のページを参照
第一部をウィーン編、第二部をアルジェリア編で構成し、それぞれの街を舞台に、二人の若者と愛と友情のドラマを描いたロマン作品。
中日に松あきらと順みつきの配役が入れ替わった。

## あらすじ
※『宝塚歌劇100年史（舞台編）』の宝塚大劇場公演のページを参照
侯爵の嫡子・フランツと馭の遺児・ハンスは兄弟のように育った。侯爵令嬢のヴィクトリアに恋心を抱くフランツであったが、彼女が恋していたのはハンスであった。二人の様子を誤解したフランツは傷心のあまり出奔する。それから数年・・・。

## 公演期間と公演場所
- 1980年11月14日 - 12月21日[3]（新人公演：12月12日[5]）　宝塚大劇場
- 1981年7月2日 - 7月29日[4]（新人公演：7月22日[5]）　東京宝塚劇場

## 主な配役
※「（）」の人物は新人公演・配役
- フランツ - 松あきら、順みつき（役替わり）（平みち）[5]
- ハンス - 順みつき、松あきら（役替わり）（瀬川佳英）[5]
- ヴィクトリア - 美雪花代/若葉ひろみ※東京公演（ひびき美都）[5]

## 宝塚大劇場公演のデータ
形式名は「宝塚ミュージカル・ロマン」。2部15場。

### スタッフ（宝塚大劇場）
- 作・演出：植田紳爾[3][6]
- 音楽[6]：寺田瀧雄、溝口堯
- 振付[6]：喜多弘、黒瀧月紀夫
- 擬闘：金田治[6]
- 装置：渡辺正男[6]
- 衣装：静間潮太郎[6]
- 照明：今井直次[7]
- 音響：松永浩志[7]
- 小道具：上田特市[7]
- 効果：中田正廣[7]
- 演出助手[7]：正塚晴彦、谷正純
- 制作：内山信一[7]

## 関連
主な放送
- 友よこの胸に熱き涙を（'81年花組・東京　NHK収録）